# Night of the Living Treehouse of Horror
Night of the Living Treehouse of Horror is een computerspel gebaseerd op de animatieserie The Simpsons. Het spel is ontwikkeld door Software Creations en uitgebracht in 2001 door Fox Interactive/THQ voor de Game Boy Color.

## Achtergrond
De levels in het spel zijn gebaseerd op de Treehouse Of Horror afleveringen. Elk lid van de Simpsonfamilie heeft in het spel zijn/haar eigen level gebaseerd op een van de verhalen uit deze afleveringen.

## Levels
- Bad Dream House: gebaseerd op het gelijknamige filmpje uit de eerste Treehouse of Horror aflevering. Dit is Barts level. Hij moet Santa's Little Helper redden.
- Flying Tonight: gebaseerd op het filmpje Fly vs Fly uit "Treehouse of Horror VIII". Dit isMaggies level, hoewel in de aflevering Bart in de vlieg veranderde.
- Plan 9 From Outer Springfield: gebaseerd op  'Dial 'Z' For Zombies uit "Treehouse of Horror III". Dit is Marge’ level.
- Vlad All Over: gebaseerd op Bart Simpson's 'Dracula'  uit "Treehouse of Horror IV". Dit is het eerste level van Homer, waarin hij een vampierdoder is.
- If I Only Had a Body: gebaseerd op If I Only Had a Brain uit "Treehouse of Horror II". Dit is het tweede level met Homer, waarin hij een robot is.
- Nightmare Cafeteria: gebaseerd op het gelijknamige filmpje uit "Treehouse of Horror V". Dit is Lisa’s level. Ze neemt het op tegen kanibalistische leraren.
- King Homer: gebaseerd op het gelijknamige filmpje uit "Treehouse of Horror III". Dit is het derde level met Homer, waarin hij een enorme gorilla (een parodie op King Kong) is.

Homer Simpson · Marge Simpson · Bart Simpson · Lisa Simpson · Maggie Simpson · Abraham Simpson · Patty en Selma Bouvier · Jacqueline Bouvier · Mona Simpson · Santa's Little Helper · Snowball II · Familie Bouvier
Jasper Beardley · Comic Book Guy · Eddie en Lou · Maude Flanders · Ned Flanders · Professor Frink · Barney Gumble · Julius Hibbert · Lionel Hutz · Eerwaarde Lovejoy · Kapitein Horatio McCallister · Hans Moleman · Bleeding Gums Murphy · Apu Nahasapeemapetilon · Mayor Joe Quimby · Dr. Nick Riviera · Agnes Skinner · Cletus Spuckler · Squeaky Voiced Teen · Disco Stu · Moe Szyslak · Kirk Van Houten · Luann Van Houten · Chief Clancy Wiggum
Gary Chalmers · Rod en Todd Flanders · Jimbo Jones · Kearney · Edna Krabappel · Otto Mann · Nelson Muntz · Martin Prince · Seymour Skinner · Milhouse Van Houten · Ralph Wiggum · Groundskeeper Willie · andere studenten
Montgomery Burns · Carl Carlson · Lenny Leonard · Waylon Smithers
Itchy en Scratchy · Kent Brockman · Krusty de Clown · Troy McClure · Rainier Wolfcastle · Radioactive Man
Snake · Kang & Kodos · Sideshow Bob · Fat Tony
Treehouse of Horror
Bart vs. the World · Bart Simpson's Escape from Camp Deadly · The Simpsons Arcadespel · Bart vs. the Space Mutants · Bart's House of Weirdness ·Bart vs. The Juggernauts · Krusty's Fun House · Bartman Meets Radioactive Man · Bart's Nightmare · The Itchy and Scratchy Game · Virtual Bart · Bart and the Beanstalk · Itchy & Scratchy in Miniature Golf Madness · Cartoon Studio · Virtual Springfield · Night of the Living Treehouse of Horror · Bowling · Wrestling · Road Rage · Skateboarding · Hit & Run · The Simpsons Game · The Simpsons: Tapped Out
The Simpsons · The Simpsons Pinball Party
Strips: Simpsons Comics · Bart Simpson serie · Itchy & Scratchy Comics · Bart Simpson's Treehouse of Horror · Futurama/Simpsons Infinitely Secret Crossover Crisis
Tijdschrift: Simpsons Illustrated
Boeken: Bart Simpson's Guide to Life · Family Album · Library of Wisdom · Complete Guides · Planet Simpson · The Simpsons and Philosophy
Actiefiguurtjes: World of Springfield
The Simpsons Movie
Bankgrap ·
Canyonero · 
D'oh! · 
Duff Beer · 
Schoolbordgrap · 